# Robert Skrzypczak
Robert Skrzypczak (ur. 25 sierpnia 1964 w Głuchołazach) – polski duchowny rzymskokatolicki, duszpasterz akademicki w Warszawie.

## Życiorys
Święcenia kapłańskie otrzymał w roku 1996 po ukończeniu formacji w Archidiecezjalnym Seminarium Misyjnym Redemptoris Mater w Warszawie. Magister psychologii i doktor teologii. Stopień doktorski uzyskał w 2003 na KUL-u za pracę poświęconą dogmatyce pod kierunkiem ks. prof. Czesława Bartnika. W 2014 uzyskał stopień doktora habilitowanego nauk teologicznych w zakresie teologii dogmatycznej. Zajmuje się personalizmem włoskim. Wykłada teologię dogmatyczną na Papieskim Wydziale Teologicznym i w Wyższym Metropolitalnym Seminarium Duchownym w Warszawie. W czerwcu 2020 minister kultury i dziedzictwa narodowego Piotr Gliński powołał go w skład Rady Programowej Instytutu Dziedzictwa Myśli Narodowej im. Romana Dmowskiego i Ignacego Jana Paderewskiego.
Ks. Skrzypczak jest jednym z czołowych popularyzatorów i komentatorów myśli Sługi Bożego ks. Dolindo Ruotolo (1882–1970), włoskiego mistyka znanego między innymi z proroczej zapowiedzi z 1965 roku, że komunizm w Polsce zostanie obalony przy udziale polskiego papieża. Jest również znanym i cenionym propagatorem nauczania św. Jana Pawła II oraz orędownikiem aktywnego sprzeciwu wobec postępującej laicyzacji współczesnego świata. Za działalność na rzecz upowszechniania myśli papieskiej wyróżniony został nagrodą Totus Tuus (2013) oraz Medalem św. Edyty Stein (2017).
Związany z krakowskim wydawnictwem Biały Kruk, publicysta miesięcznika Wpis oraz portalu katolickiego Opoka. Kazania ks. Skrzypczaka za pośrednictwem serwisu internetowego YouTube co tydzień śledzi kilkadziesiąt tysięcy osób.

## Publikacje

### Książki
- Kościół jako Niewiasta (Warszawa, 2001),
- Ecclesia in statu missionis. Podstawy eklezjologii misyjnej w świetle dokumentów Papieża Jana Pawła II (Lublin, 2003),
- Osoba i misja (Warszawa, 2005),
- Kościół misyjny według Jana Pawła II (Lublin, 2005),
- Pomiędzy Chrystusem A Antychrystem (2010),
- Nie umrzeć za życia. Dziesięć kroków w poszukiwaniu wiary (Kraków, 2010),
- Chrześcijanin na rozdrożu (Kraków, 2011),
- Karol Wojtyła na Soborze Watykańskim II (Warszawa, 2011),
- Filozofia i teologia osoby bł. Antonio Rosminiego, ojca personalizmu europejskiego (Kraków, 2013),
- Dotknąć świętości. Świadectwo o Janie Pawle II (współautor: Arturo Mari; Kraków, 2014),
- Wiara i seks. Jan Paweł II o małżeństwie i rodzinie (Kraków, 2015),
- Piękny człowiek. Jan Paweł II - niezapomniany Papież (Kraków, 2015).
- Nadchodzą barbarzyńcy (Kraków, 2024).
- Zamach na polskość (Biały Kruk, Kraków 2025).
- Wspaniałość chrześcijaństwa (Biały Kruk, Kraków 2025).

### Artykuły
- Gorzkie łzy Racheli, Fronda 49, 2008.
- Ojcowie jedli cierpkie jagody, a dzieciom zdrętwiały zęby. Rewolucja antropologiczna 1968 roku, Fronda 56, 2010.
- Wymazywanie inaczej myślących, Miesięcznik Wpis 2/2025.
- Pontyfikat wpisany w krzyż, Miesięcznik Wpis 3/2025.
- Zajmij stanowisko!, Miesięcznik Wpis 5/2025.
- Dramatyczna przepowiednia, Miesięcznik Wpis 6/2025.
- Kościół nie może uciekać przed walką, Miesięcznik Wpis 7-8/2025.

## Kazania
- http://ksrobertskrzypczak.blogspot.com
- https://www.youtube.com/@Dobra_Nowina